# Koepel van Fagel
De Koepel van Fagel, ook wel Fagelkoepel genoemd, is een tuinkoepel op het terrein van Paleis Noordeinde in Den Haag die omstreeks 1701 werd gebouwd naar ontwerp van Daniël Marot voor François Fagel. Het rijksmonument staat bekend om zijn rijk gedecoreerde interieur met uitbundig stucwerk en schilderingen van Mattheus Terwesten, die tot de beste voorbeelden behoren van de barok in Nederland. Oorspronkelijk stond de tuinkoepel in een tuin die behoorde bij het woonhuis van Fagel aan het Noordeinde, maar begin twintigste eeuw werd het deel van de tuin waarop de koepel staat afgescheiden en bij het terrein van Paleis Noordeinde gevoegd. Het is sinds 24 januari 1966 eigendom van de Staat der Nederlanden en vanaf 26 juli 1974 een rijksmonument.

## Geschiedenis

### Algemeen
De Koepel van Fagel is een bouwwerk dat circa 1701 werd gerealiseerd in de achtertuin van het woonhuis van François Fagel (1659-1746), telg uit het invloedrijke geslacht Fagel. Hij zou er toen hij oud was vaak vertoefd hebben. De hoge temperatuur binnen genas hem volgens zijn zoon van "jigt en Lammigheidt aan handen en voeten".
Het ontwerp was gemaakt door Daniël Marot, die al behoorlijke bekendheid genoot door onder meer zijn interieurs van Slot Zeist (1686) en de Trêveszaal (1697) op het Binnenhof, een zaal die de hoge ambtenaar Fagel zeker zal hebben gezien. De tuinkoepel was oorspronkelijk via een galerij verbonden met het woonhuis. In deze galerij bevond zich een collectie penningen en de bibliotheek van verschillende generaties Fagel, die uiteindelijk 20.000 boeken telde. In de Franse tijd werden de boeken overgebracht naar Londen en aldaar in 1802 verkocht aan het Trinity College Dublin. De galerij werd bijna geheel afgebroken. Een klein deel bleef staan, dat nu de vestibule vormt van de Koepel van Fagel, een salon van inwendig 6,20 bij 7,20 meter.
In 1855 werd de Koepel van Fagel eigendom van koning Willem III. Koningin-moeder Emma deed het in 1902 cadeau aan haar dochter koningin Wilhelmina. Die droeg het over aan haar enig kind Juliana.
Er zijn plannen geweest om de hele koepel naar een andere plek over te brengen. In 1928 was het plan het gebouwtje in zijn geheel te verhuizen naar Paleis Het Loo in Apeldoorn en in 1948 naar Paleis Huis ten Bosch in 's-Gravenhage.
In de Tweede Wereldoorlog had de Duitse bezetter van Nederland het plan opgevat om de Koepel van Fagel te verkopen aan de Staat der Nederlanden, maar dat ging uiteindelijk niet door.
Op 24 januari 1966 werd het door Juliana 'om niet' overgedragen aan de Staat der Nederlanden. Nadat het stuk tuin waarop de tuinkoepel staat werd afgescheiden van de achtertuin aan het Noordeinde, werd het toegevoegd aan het terrein van Paleis Noordeinde. Sindsdien is het bereikbaar vanuit het koninklijk paleis en een ingang aan de Hogewal. Het gebouw van het Koninklijk Huisarchief ligt er vlakbij. De door een hoog hek afgesloten tuin grenst ook aan de Paleistuin.

### Gebruik
Oorspronkelijk werd de tuinkoepel gebruikt als ontspanningsruimte. In de loop van de twintigste eeuw werd de koepel nog slechts incidenteel gebruikt, mede omdat het kostbare interieur te gevoelig is voor klimaatsveranderingen. In juni 1985 werden er de eerste exemplaren uitgereikt van het boek het húijs int bosch. Het Koninklijk Paleis Huis ten Bosch historisch gezien, geschreven door Marten Loonstra, de conservator kunstverzameling van het Koninklijk Huisarchief en in november 1986 gebeurde dat met het boek het húijs int noordeynde. Het Koninklijk Paleis Noordeinde historisch gezien van de hand van Paul den Boer, een binnenhuisarchitect die actief was bij de grote restauratie van het paleis in de jaren 1978-1986.
In 2010 werd het lichaam van prins Carel Hugo van Bourbon-Parma in een gesloten kist opgebaard in de Koepel van Fagel. Na het overlijden van prinses Christina der Nederlanden in 2019 werd ook zij op dezelfde wijze opgebaard in de koepel.

### Restauraties
De Koepel van Fagel heeft tweemaal een grote restauratie ondergaan. De eerste was in 1968 en vond plaats onder leiding van architect Elias Canneman. Het stucwerk werd echter onjuist gerestaureerd, omdat scheuren werden gedicht met gipsmortel. Oorspronkelijk was er kalk gebruikt en doordat de gipsmortel in de gevulde scheuren ging uitzetten, ontstond er nieuwe schade. Ook het aanbrengen van een laag vernis op de plafondschilderingen was een verkeerde keus. Om die reden was het noodzakelijk dat er een nieuwe grote restauratie plaatsvond, die van april 2006 tot maart 2007 werd uitgevoerd.

## Architectuur
Het ontwerp van dit van buiten eenvoudig bakstenen gebouw is een versoberde uitvoering van de Lodewijk XIV-stijl, de zogenaamde Hollandse Lodewijk XIV-stijl. Ten onrechte wordt het omschreven als een 'koepel'. De indeling binnen is symmetrisch. De lange muur van het hoofdgebouw aan de tuinzijde bevat drie grote schuiframen met roede-verdeling. De ramen hebben binnen vensterbanken en luiken. Waar het middelste raam is, was tot eind negentiende eeuw een buitendeur. De tegenoverliggende muur bevat geen ramen of deuren. Hier is in het midden een rijkelijk vergulde schouw die uit drie delen bestaat en rood geaderd marmer bevat. Er hangen drie schilderijen op doek in trompe-l'oeil-stijl van de Haagse kunstenaar Mattheus Terwesten.
De noordoostelijke muur bevat twee dubbele, geruite spiegeldeuren, waarvan de meest zuidelijke een schijndeur is. De muur daartegenover telt twee ramen. Het voorhuis, met een eenvoudig wit gestuct plafond en muren, bevat aan de zuidkant een buitendeur en een schuifraam met roede-verdeling. Op de plek van de buitendeur bevond zich tot eind negentiende eeuw een raam. Het hoofdgebouw heeft een afgeknot schilddak. Dat van het voorhuis is niet afgeknot. Beide daken zijn gedekt met pannen.
De wanden met houten betimmeringen zijn overvloedig gedecoreerd en bevatten overwegend de kleuren goud, bruin en donkergroen. Boven de lijst hebben ze de vorm van uitgerekte bogen en zijn afgewerkt met marmerimitatie. De uitgerekte bogen zorgen voor een driedimensionaal effect. De wandvlakken zijn opgedeeld door gecanneleerde Ionische pilasters met vergulde basementen en kapitelen. De vloeren werden voor het overgrote deel beschilderd met marmerimitatie, omrand met een meanderpatroon. De vorm van het plafond is in hoofdlijnen middels donkere marmeren banen terug te zien in de gemarmerde houten vloer.
Boven een kroonlijst voorzien van vergulde consoles en palmetten bevindt zich een gewelfd plafond met rijk gedecoreerd stucwerk. Het plafond bestaat uit een ovaal spiegelgewelf. De kruin van dit plafond bevindt zich 7,30 meter boven de vloer.

## Schilderingen
In opdracht van Fagel werden door Terwesten figuratieve plafondschilderingen aangebracht, waaronder trompe-l'oeils. Het plafond werd verrijkt met guirlandes, voluten en putti die drie-dimensionaal zijn weergegeven en doorlopen tot in de schilderingen. Deze manier van werken is uniek in Nederland, maar kwam in Italië vaker voor. Verondersteld wordt dat Terwesten zijn inspiratie daarvandaan haalde toen hij er drie jaar verbleef.
Terwesten verbeeldde op het plafond - naar ontwerp van Marot - onder meer de vier seizoenen. Binnen langgerekte bogen zijn ze in olieverfschilderingen weergegeven. Het lijkt of de beschouwer de lucht inkijkt. De seizoenen lente, zomer en herfst worden met elkaar verbonden middels guirlandes, omringd door putti. De guirlandes van de lente bestaan uit voorjaarsbloemen, die van de zomer uit zomerbloemen en koren en die van de herfst bevat wijnbladeren en druiven. De voorstelling van de winter heeft geen festoen; wel zijn er hulst en takken klimop afgebeeld.
De weergave van de seizoenen, behalve die van de winter, is gebaseerd op de Metamorfosen van Ovidius, die erg geliefd waren in de zestiende en zeventiende eeuw. Venus stelt de lente voor. Ze giet nectar uit op een knielende Adonis, haar geliefde. Venus wordt vergezeld door twee zwanen. In een ander tafereel is Ceres te zien, de Romeinse godin van de oogst en landbouw. Met haar linkerarm reikt ze uit naar haar dochter Proserpina en in haar rechterhand houdt ze een sikkel vast. Proserpina werd ontvoerd naar het dodenrijk, maar mag jaarlijks vier maanden lang terugkeren naar de aarde, als de wereld in volle bloei staat. Vandaar dat deze schildering de zomer voorstelt. De herfst wordt verbeeld door de Romeinse god Bacchus die Ariadne komt redden en haar tot zijn wettige vrouw maakt, nadat ze wreed door haar minnaar Theseus op een strand werd achtergelaten. Afgebeeld is ook een sterrenbeeld, dat ontstond doordat Bacchus Ariadnes kroon in de lucht gooide. Het tafereel van de winter werd gehaald uit het heldendicht Ilias van Homerus. Te zien is de Romeinse vuurgod Vulcanus die een wapenuitrusting overhandigt aan Thetis, die ze voor haar zoon Achilles besteld had. Op de achtergrond werken de cyclopen in Vulcanus' smidse.
Op het ovale middendeel van het plafond staat een verbeelding van Apollo, die met zijn zonnewagen door de lucht vliegt. Twee putti houden hem gezelschap. Apollo wordt voorgesteld als de personificatie van de dageraad. Op de achtergrond is de goudkleurige gloed van de dageraad zelf zichtbaar.
Terwesten signeerde de plafondschilderingen met de toevoeging van het jaartal 1708. De eveneens uit Den Haag afkomstige Gaspar Peeter Verbruggen (1664-1730) schilderde de festoenen.
In de concave hoeken zijn putti, vrouwen- en mannenfiguren afgebeeld die medaillons dragen. Hierin zijn vrouwenfiguren als vier werelddelen in grisaille uitgebeeld. Als koningin van de wereld is Europa met een scepter voorgesteld. De vrouwenfiguur van Amerika draagt een Indiaanse hoofdtooi. Terwesten ging in de fout met Azië en Afrika. Azië werd per ongeluk afgebeeld met een Afrikaanse olifant, in plaats van met de gebruikelijke kameel. Afrika daarentegen kreeg de kameel, maar geen Afrikaanse olifant.
Aan de muur waar de schouw is, hangen drie schilderijen van Terwesten. Het meest linkse is een weergave van een sculptuur van Apollo met zijn lier, een van zijn vaste attributen. Aan zijn voeten is hij omringd door enkele putti. Verbruggen schilderde er de bloemen bij. Dit werk was geïnspireerd op een sculptuur van deze Romeinse en Griekse godheid in de Palazzo Giustiniani in Rome, de zogenaamde 'Apollo Giustiniani'. Op het rechtse schilderij is Flora te zien, de Romeinse godin van de lente en de bloemen. Ook zij is als een sculptuur weergegeven. Ze wordt omgeven door putti en bloemen. Dit schilderij werd gemaakt naar de zogenoemde sculptuur 'Flora Farnese' uit de eveneens in Rome gelegen Palazzo Farnese. Van beide Italiaanse werken had Terwesten tijdens zijn verblijf aldaar schetsen gemaakt. Het middelste schilderij, een schoorsteenstuk, is een verbeelding van het altaar van Venus, de Romeinse godin van de liefde en schoonheid, omringd door putti die haar omhangen met bloemenkransen. Ook afgebeeld zijn Venus' duiven en de pauw van de Romeinse godin Juno, onder meer de beschermster van de staat. Het schilderij verwijst naar het Romeinse festival van Venus dat gevierd werd op 1 april.

## Galerij

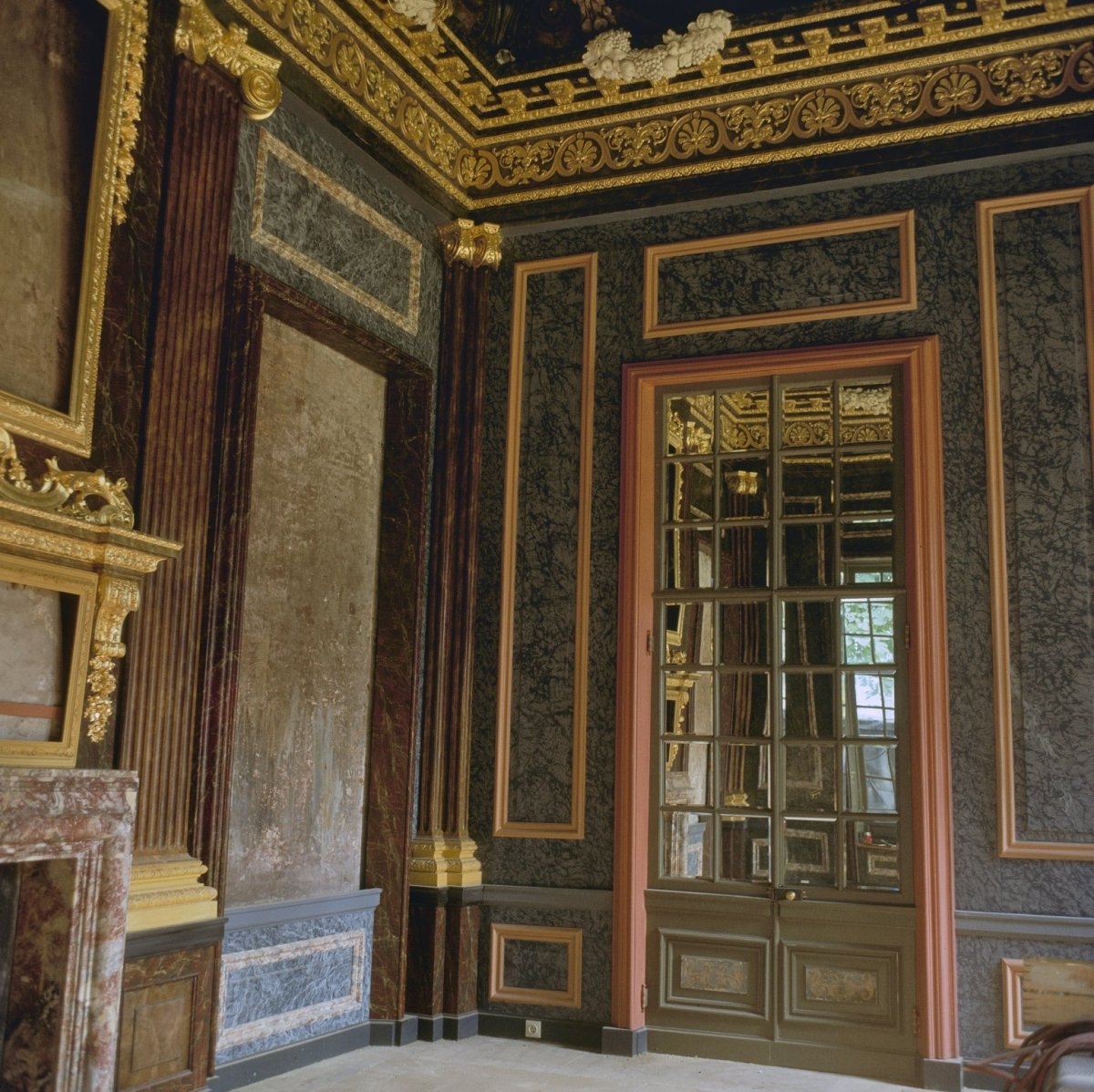
Hoekpunt met deurpartij tijdens de renovatie
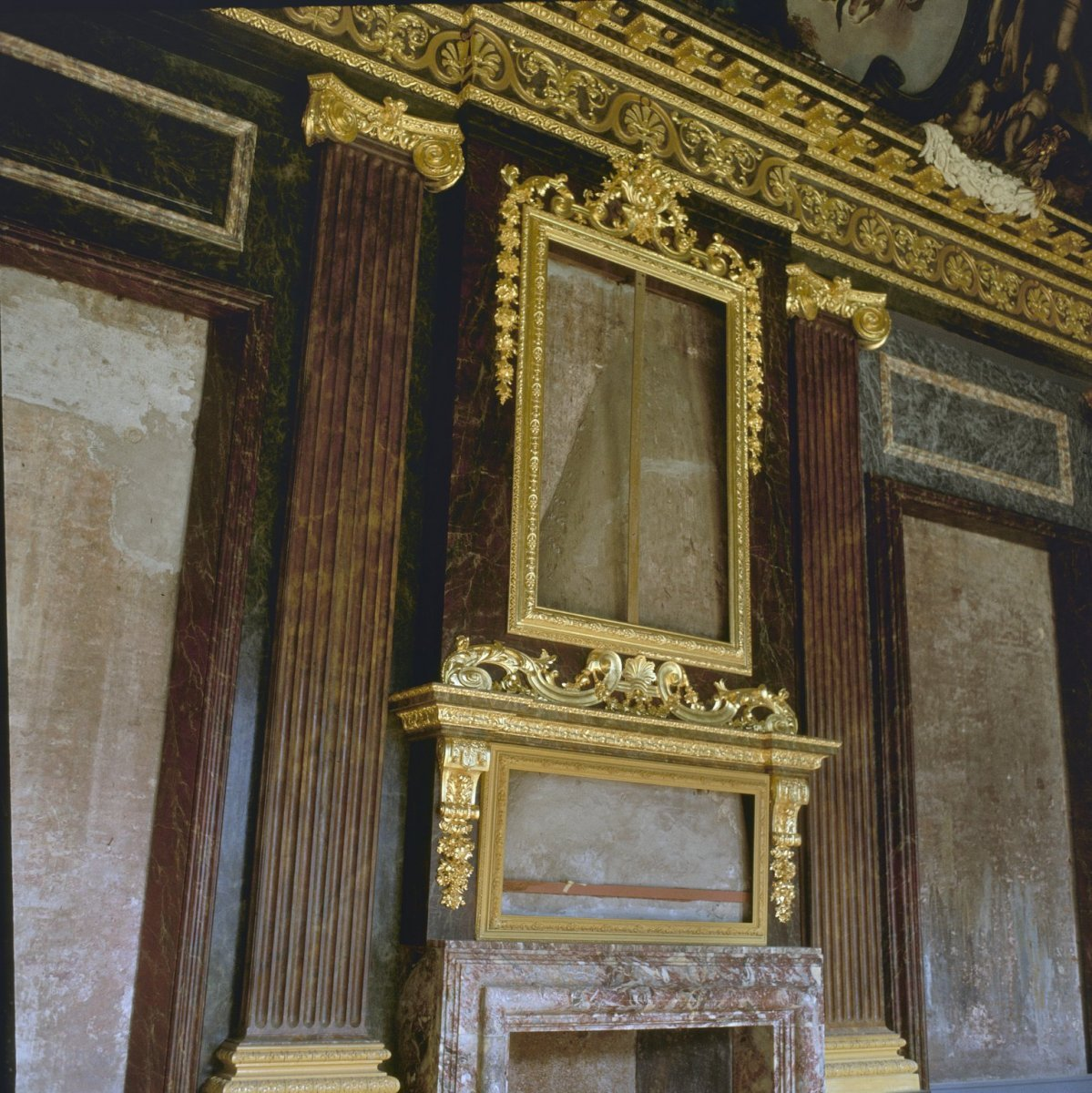
Detail van de schouw met bladgoud tijdens renovatie
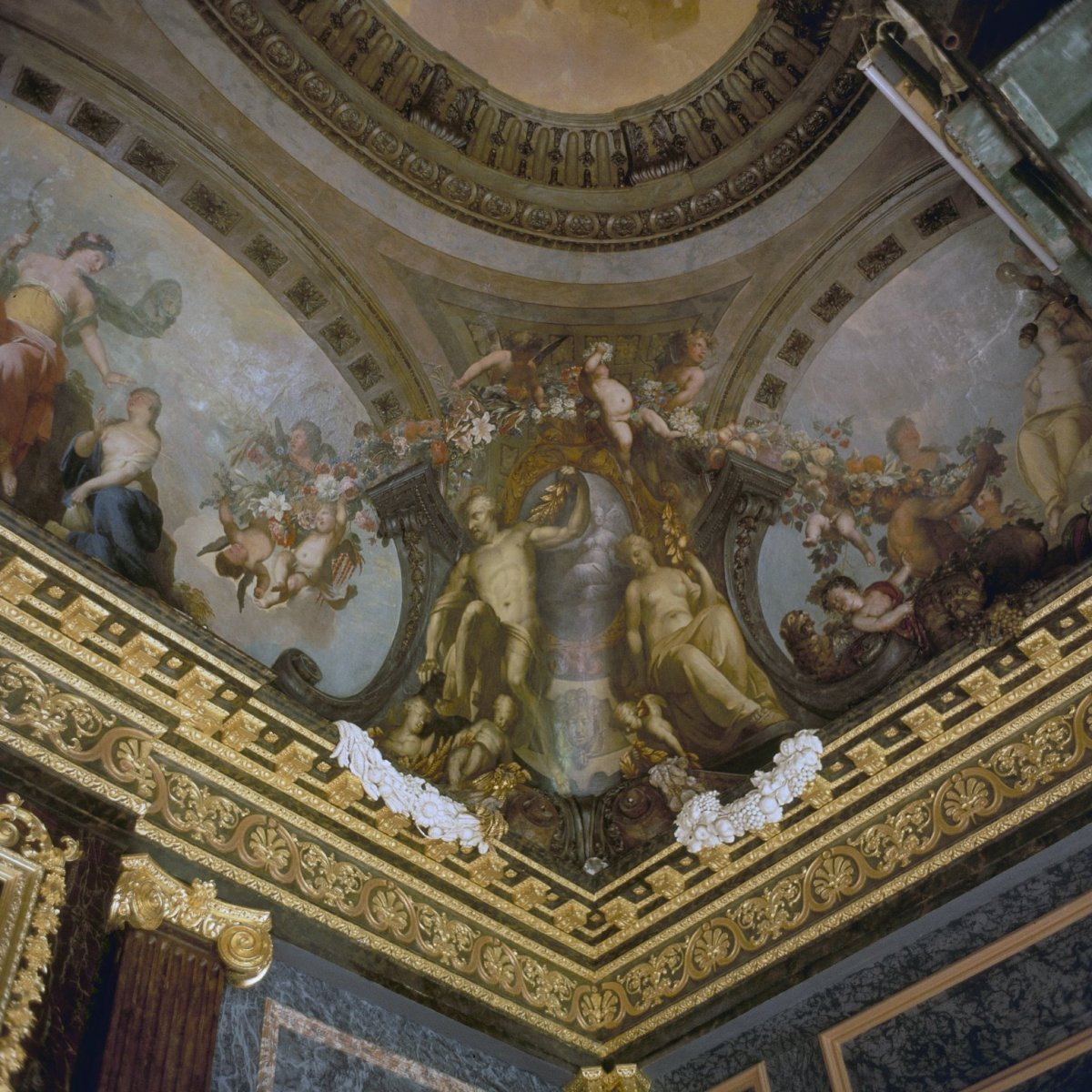
Detail van de plafondschildering tijdens renovatie
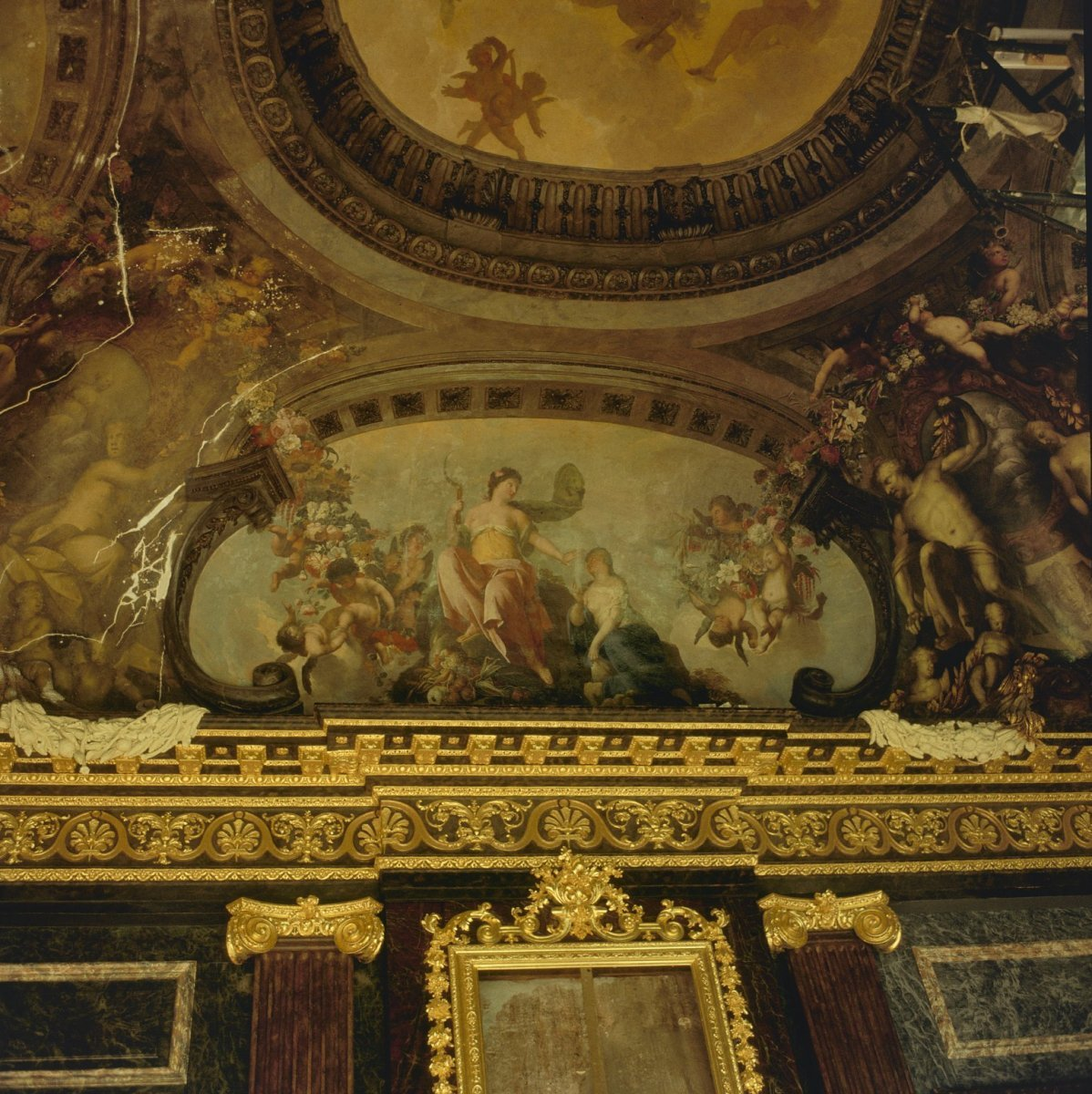
Detail van de plafondschildering
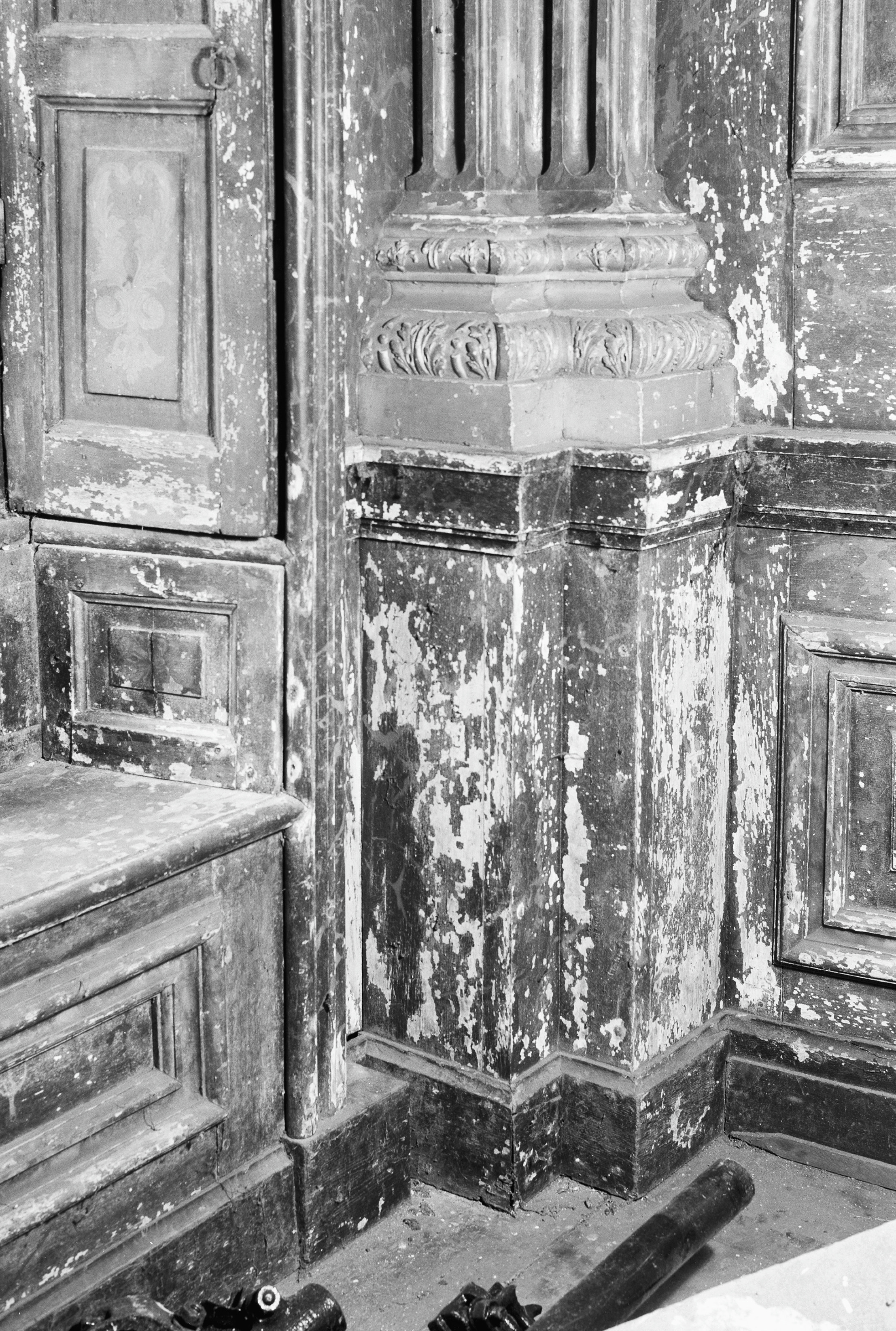
De schade aan de wanden in 1963 laat zien dat het pand toe was aan een grondige restauratie.

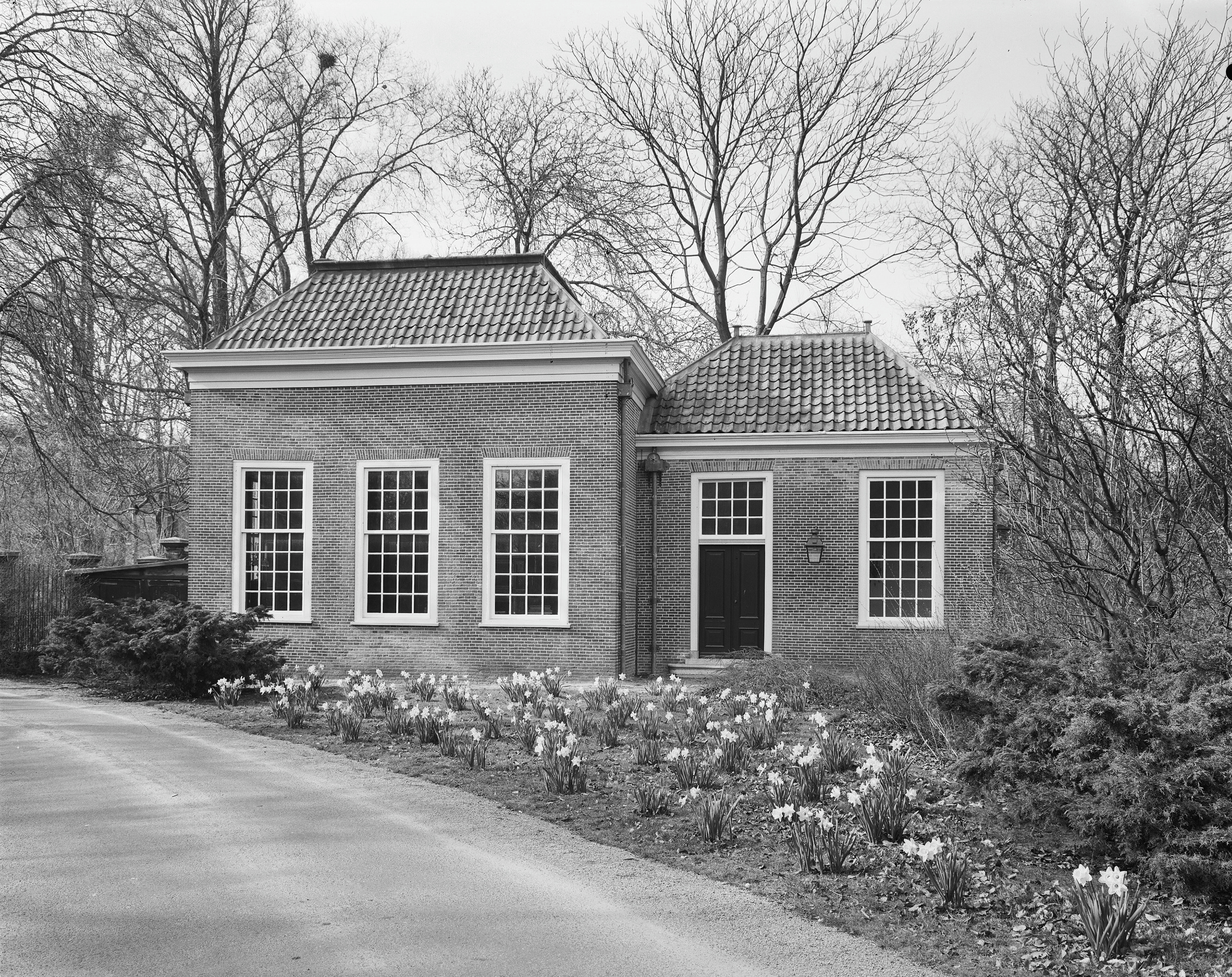
Voorkant, maart 1972
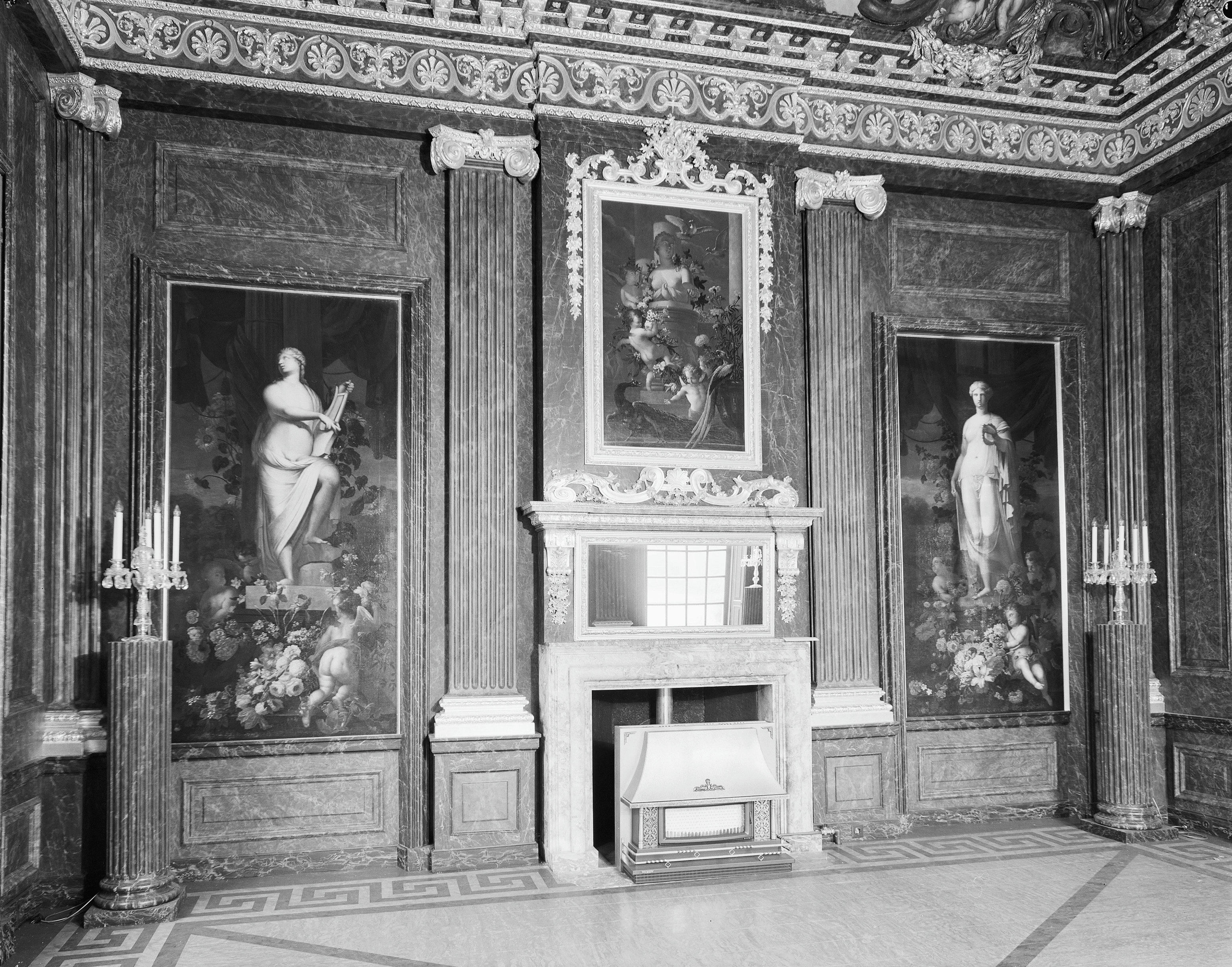
Schouw met drie schilderijen van Mattheus Terwesten, maart 1972
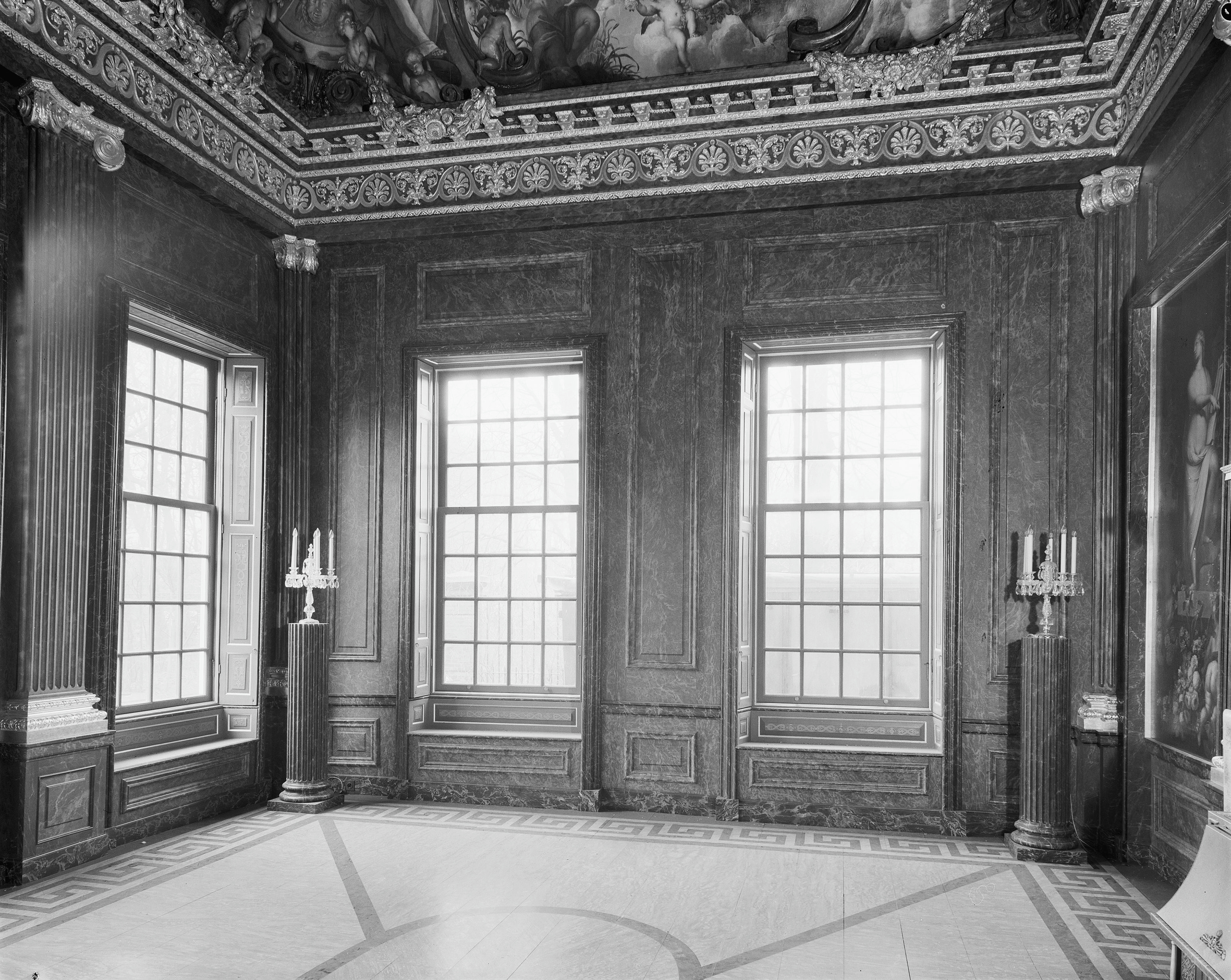
Blik op de westelijke muur en raam aan de zuidkant, maart 1972
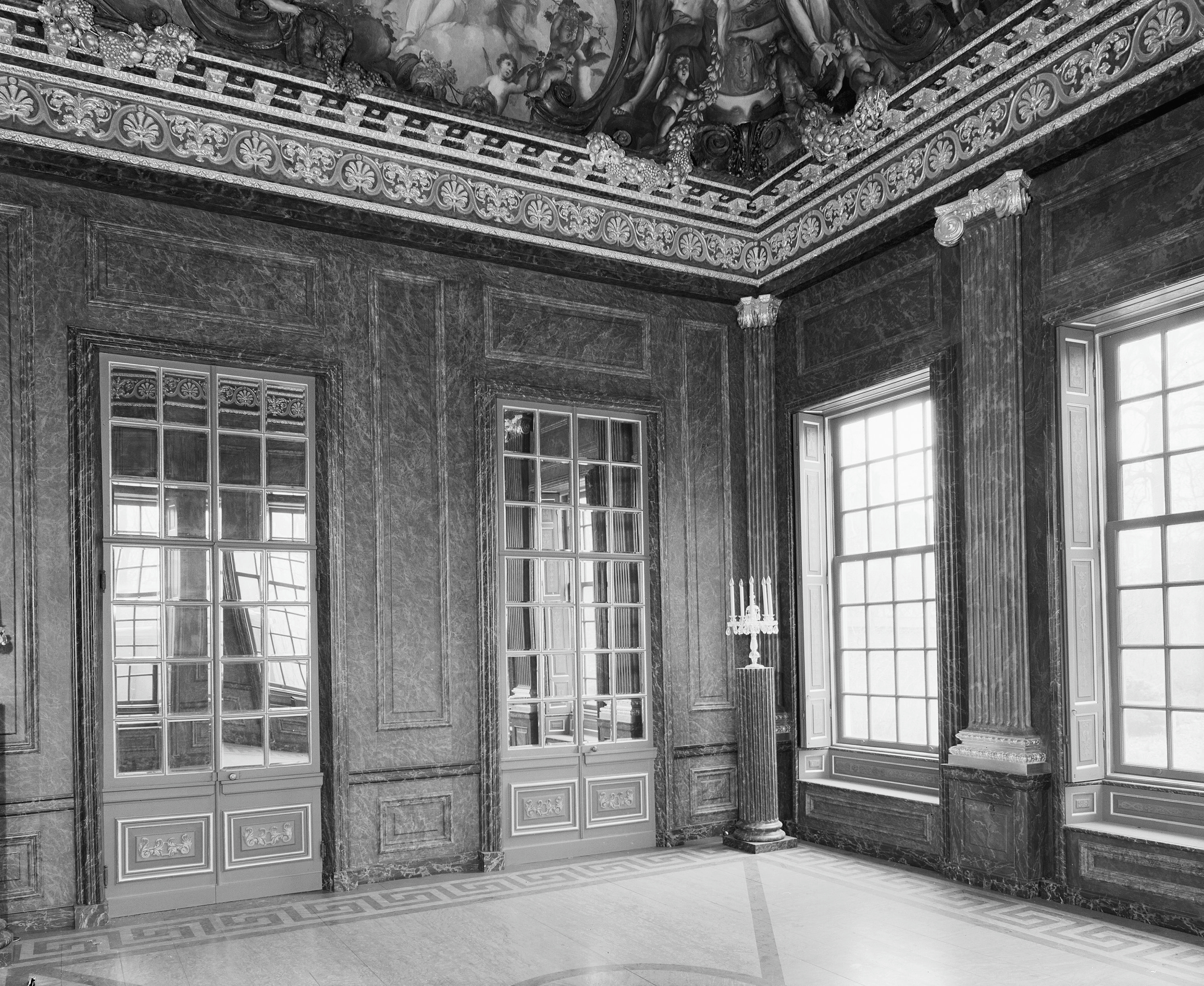
De linkerdeur is de tussendeur naar de vestibule, de deur ernaast is een schijndeur, maart 1972
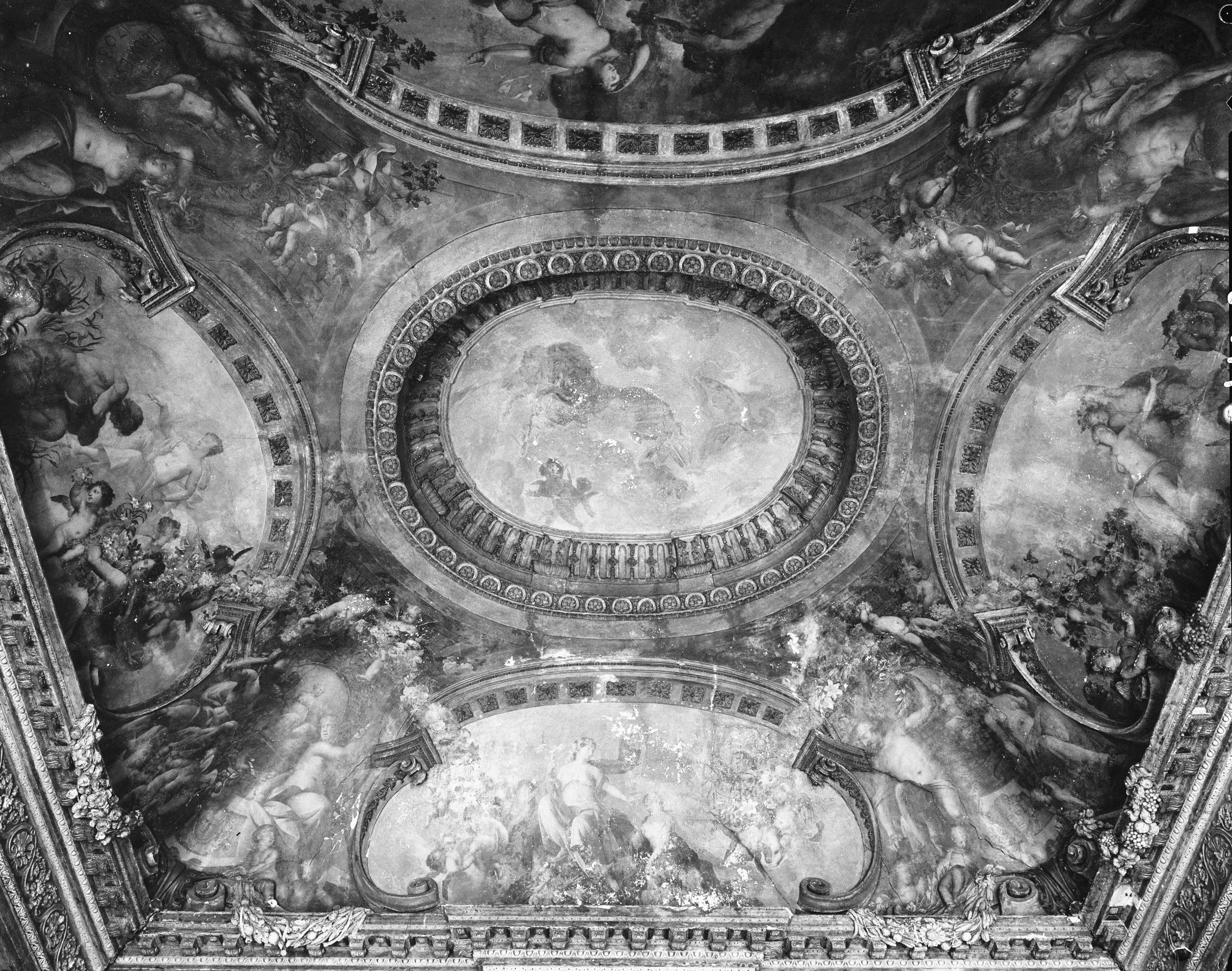
Gewelfd plafond, mei 1963

## Woonhuis Fagel
François Fagel was als griffier van de Staten-Generaal van de Nederlanden een van de machtigste personen in de Noordelijke Nederlanden tijdens het Tweede Stadhouderloze Tijdperk. De bouw van de tuinkoepel moet zijn bevallen, want in 1707 liet Fagel door de eerdergenoemde Marot ook zijn woning aan het Haagse Noordeinde 138-140 verbouwen in Lodewijk XIV-stijl. De woning bestond uit een aantal eerder samengevoegde huizen, samen bijna dertig meter breed; acht traveeën tellend. Het interieur liet hij decoreren met onder meer rijk stucwerk. Voor zijn verzameling van duizenden pamfletten, handschriften en boeken liet Fagel een galerij bouwen die het huis met de tuinkoepel verbond. In 1855 kwam ook het woonhuis in handen van de koninklijke familie, die het huis exclusief de tuinkoepel en een deel van de galerij in april 1901 doorverkocht aan de gemeente Den Haag. Toen koningin-moeder Emma ten tijde van de verkoop ter ore kwam dat er plannen bestonden tot sloop van het huis, liet zij delen van het interieur overbrengen naar Paleis Noordeinde. De sloop van het woonhuis vond echter nooit plaats. Hoewel het huis daarna (weer) werd opgesplitst in vier woningen hebben de rijkversierde stucplafonds van Marot de tijd overleefd en zijn zichtbaar in de aldaar gevestigde horeca-gelegenheden. De plafonds worden beschermd door de status van rijksmonument.